# Clinica et Laboratorium
Clinica et Laboratorium orvosi folyóirat, székhely: Kolozsvár (1932-39; 1948-49.)
1.  Orvosi havi folyóirat Kolozsváron (1932-39), előbb három nyelven, majd külön román és magyar változatban mint az Egger et Comp. Rt., ill. utóda, az Ufarom gyógyszervegyészeti üzem értesítője.
2. román és magyar nyelvű orvosi szemle Kolozsvárt 1948-49-ben a helybeli gyógyszerárugyár kiadásában. Szerkesztette Bálint Zoltán. Kilenc száma jelent meg. Magyar szerzői közt szerepel Borbáth Andor, Dóczy Pál, Fazakas János, Haranghy László, Málnási Géza, Mátyás Mátyás, Puskás György, Tonk Emil.